# Distrito de Dibrugarh
Dibrugarh es un distrito de India en el estado de Assam. Código ISO: IN.AS.DI.
Comprende una superficie de 3 381 km².
El centro administrativo es la ciudad de Dibrugarh.

## Demografía
Según censo 2011 contaba con una población total de 1 327 348 habitantes, de los cuales 674 634 eran mujeres y 680 114 varones.